# Calotropis
Calotropis es un género de plantas con 3 especies pertenecientes a la familia Apocynaceae (orden Gentianales). Es originario de las regiones áridas de África y Asia, naturalizada en las zonas tropicales áridas de todo el mundo. Se encuentra en los bordes de caminos, sabanas y lugares abiertos de baja a media altura.

## Descripción
Es un arbusto o pequeño árbol que alcanza hasta los 6 metros de altura. Tiene hojas opuestas y sésiles de color blanco, púrpura o rosa (raramente verdosas o amarillas). Tiene un número de cromosomas de: 2n= 22 (C. gigantea (L.) R.Br., C. procera (Aiton) W.T.Aiton).

## Usos
Se utilizan en la medicina tradicional como hierbas medicinales para tratar las fiebres, reumatismos, indigestiones, resfriados, eccemas, asma, náuseas, vómitos y diarreas. Es utilizado en la medicina Ayurveda y en homeopatía.  

## Taxonomía
El género fue descrito por Robert Brown y publicado en Memoirs of the Wernerian Natural History Society 1: 39(preprint). 1810.

## Especies
- Calotropis acia
- Calotropis gigantea
- Calotropis procera